# 臺北市士林區百齡國民小學
臺北市士林區百齡國民小學（Taipei Municipal Bai Ling Elementary School），位於臺北市士林區福港街205號，一百一十一學年度（民國紀年，下同）編制國小五十五班、附幼八班

## 校史
民國五十九年七月創校，當時的校名為陽明山管理局後港國民小學，編制二十四班。成立之初由於士林國小的班級數過多，將戶籍在後港里的學生撥到百齡國小就讀，所以民國六十年就有第一屆畢業生。後來因為學校位置靠近百齡橋的關係，於民國六十三年正式改名為百齡國民小學。歷任校長為孟繁祚、林榮華、劉哲三、趙炎煒、王璧城、紀清珍、劉明晃、陳培章，現任校長為張育成。
孟校长鉴于班级数扩充快，教师流动率亦快，再三考量如何吸引师资时，发现校名为「后港国小」可能是原因之一，『港』给人的感觉即较远离市区，『后港』更为偏僻，难怪乏人问津。改名之初，因本校位于福中里，曾拟更名为'福中国小'唯恐有'人在福中不知福'之说，而本校离百龄桥虽有一段小距离，然以当时之地标考量，仍以'百龄'较为人知，故于民国63年正式更名为'百龄国小'。

## 校歌
- 百齡國小校歌MP3 （页面存档备份，存于）

## 學區
- 屬百齡國小、百齡高中國中部學區：福中里、前港里、百齡里、福華里第5、9、21～28鄰。
- 屬百齡國小、陽明高中國中部學區：後港里。

## 教職員
百齡國小依據中華民國國民教育法 （页面存档备份，存于）配置校長一人，其下設六個處室，附設幼兒園配置主任一人。行政組織如下：
- 教務處：教務主任、教學組長、設備組長、註冊組長、資訊組長，共五人。
- 學務處：學務主任、訓育組長、生教組長、體育組長、衛生組長，共五人。
- 總務處：總務主任、事務組長、出納組長、文書組長，共四人。
- 輔導室：輔導主任、輔導組長、資料組長、特教組長，共四人。
- 人事室：人事主任、書記，共兩人。
- 會計室：會計主任一人。

國小一年級至六年級各班配置導師一人，各學年再自行選出學年主任與副學年主任各一名。幼兒園各班配置導師兩人。
1. 科任教師分為自然、社會、音樂、美勞、英語、體育、系統管理師，各群自行選出一名召集人，所有科任教師再共同選出科任總召集人與科任副召集人各一名。
2. 特殊教育分為資優班與資源班，配置專任教師各四人，各選出一名召集人。
3. 配置校護兩人，營養師一人，專任輔導教師一人，駐校社工師一人，幹事與支援人員。
4. 全校班級網站列表

## 知名校友
- 殷正洋
- 李李仁
- 陳彥博
- 楊益風
- 詹姆士

## 百齡國小的地理位置

### 地址
台北市士林區福港街205號 

### 交通
◎ 捷運淡水線：由劍潭站2號出口步行本校約10-15分鐘
◎ 250路：公車由永和至後港，每小時一班。
◎ 529路：百齡→劍潭捷運站→士林區行政中心→百齡
◎ 重慶幹線：百齡→重慶北路→火車站→重慶北路→百齡 

## 聯絡方式
學校電話：02-2881-7683
校內分機一覽表 
| 校長室 | 校 長 801                                                                         |
| 教務處 | 教務主任810、教學組811、設備組812、註冊組813、資訊組815                           |
| 學務處 | 學務主任830、訓育組831、生教組832、體育組833、衛生組835                           |
| 總務處 | 總務主任850、事務組851、文書組852、出納組853                                      |
| 輔導室 | 輔導主任860、輔導組861、資料組862、特教組863                                      |
| 幼兒園 | 幼兒園辦公室880、太陽班883、白雲班882、月亮班885、彩虹班886、星星班887、藍天班886 |
| 人事室 | 人事主任807                                                                       |
| 會計室 | 會計主任 805                                                                      |
| 其 他  | 警衛室800、圖書室817、健康中心837、游泳池838、家長會806                           |

1. ↑  . edu.iask.sina.com.cn.   [2025-01-28].